# Sejm piotrkowski 1552
Sejm piotrkowski 1552 – sejm walny Korony Królestwa polskiego zwołany w październiku lub listopadzie 1551 roku do Piotrkowa.
Sejmiki przedsejmowe odbyły się: mazowiecki 10 grudnia, inne 15 grudnia, główny warszawski 16 grudnia, korczyński 17 grudnia 1551 roku. 
Marszałkiem sejmu obrano Rafała Leszczyńskiego. Obrady sejmu trwały od 2 lutego do 11 kwietnia 1552 roku.